# ژوزه بوستانی
ژوزه بوستانی (پرتغالی: José Bustani؛ زادهٔ ۱ ژانویهٔ ۱۹۴۵) دیپلمات اهل برزیل است. او نخستین مدیرکل سازمان منع سلاح‌های شیمیایی بود که سال ۲۰۰۲ در پی مخالفت آمریکا از کار برکنار شد.
بوستانی بین سالهای ۲۰۰۳ تا ۲۰۰۸ سفیر برزیل در بریتانیا بود و پس از مدتی که سفیر برزیل در فرانسه بود، اکنون بازنشسته است.